# Чижев-Русь-Весь
Чижев-Русь-Весь (пол. Czyżew-Ruś-Wieś) — село в Польщі, у гміні Чижев Високомазовецького повіту Підляського воєводства.
Населення — 128 осіб (2011).

## Демографія
Демографічна структура станом на 31 березня 2011 року:
|          | Загалом | Допрацездатний вік | Працездатний вік | Постпрацездатний вік |
| -------- | ------- | ------------------ | ---------------- | -------------------- |
| Чоловіки | 64      | 16                 | 41               | 7                    |
| Жінки    | 64      | 21                 | 29               | 14                   |
| Разом    | 128     | 37                 | 70               | 21                   |